# Congreso

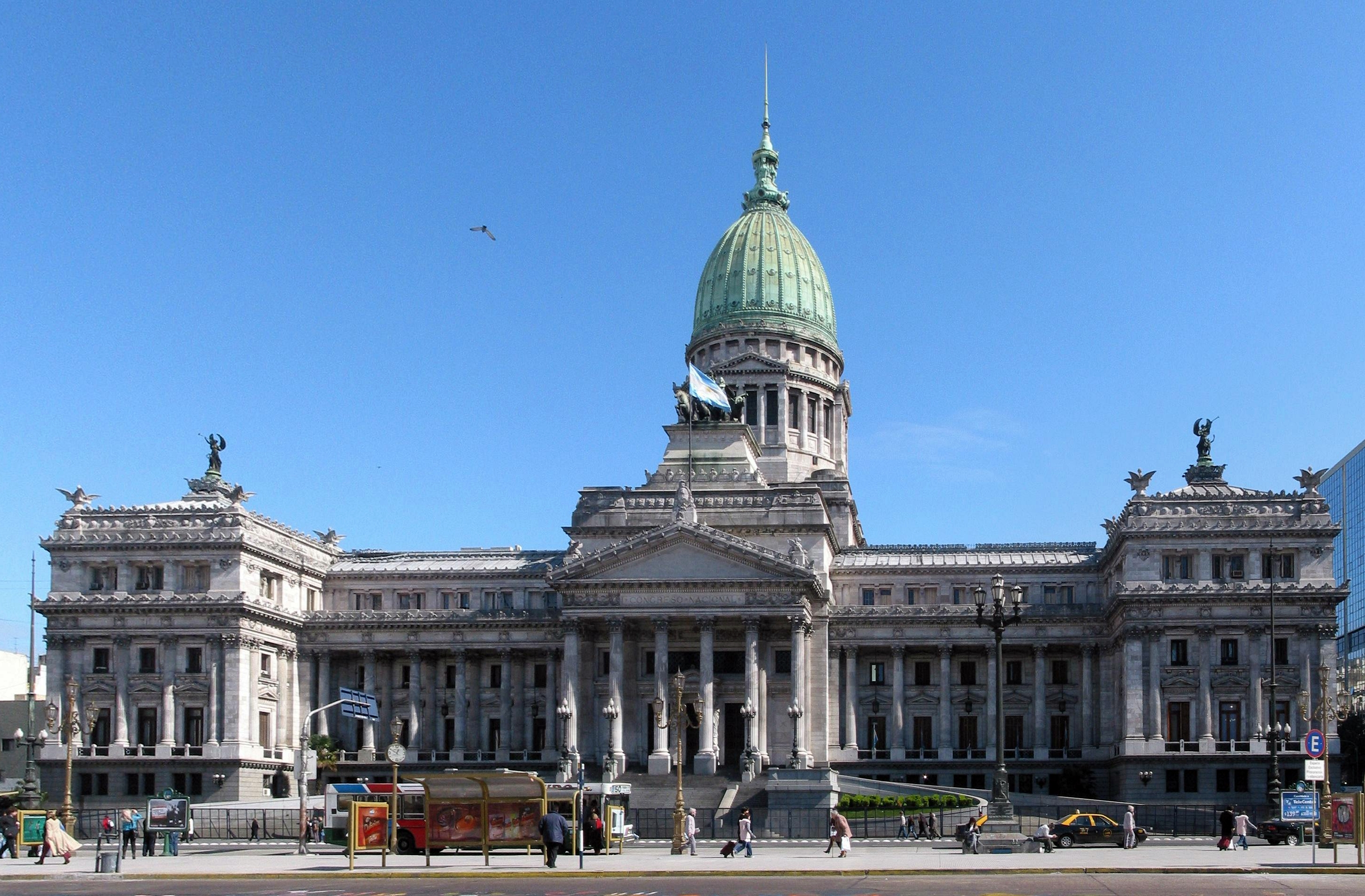
Palacio del Congreso de la Nación Argentina, Buenos Aires.

Un congreso es una reunión o conferencia, generalmente periódica, donde los legisladores se reúnen para debatir cuestiones de diversa índole.
Se compone de tres elementos: moderador, mediador y partícipe.
- El moderador modera la opacidad textual y lírica de los argumentos.
- El mediador da seguridad y firmeza a los argumentos mencionados en el congreso.
- El partícipe crea control y serenidad.

## Congresos Asociativos y Divulgativos
Se trata de reuniones periódicas (o constitutivas con voluntad de establecerse como encuentros periódicos), de un colectivo fácilmente identificable con voluntad de encontrarse para tratar sobre su realidad o hacer difusión de sus nuevos avances o propuestas.

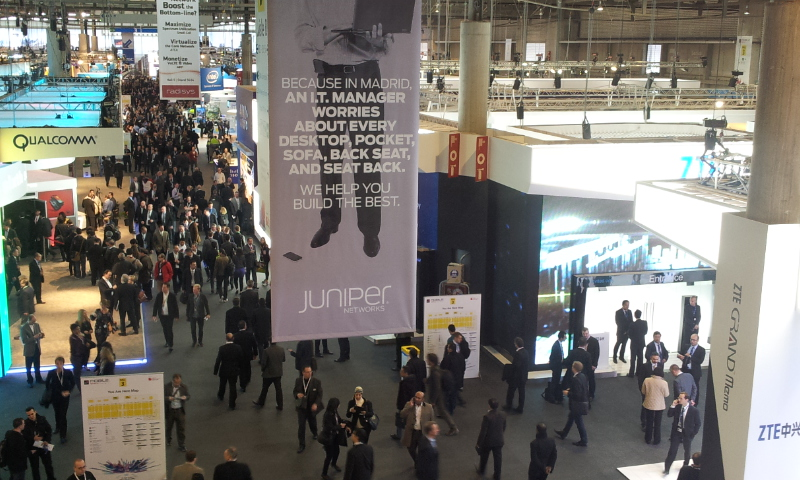
Mobile World Congress 2013 en Fira Barcelona-Gran Via.

Los congresos más conocidos son los congresos mundiales que reúnen a los mejores especialistas de sus respectivas áreas, siendo según el ICCA Estados Unidos el país con mayor número de congresos y reuniones asociativas (831 en 2015), mientras que las ciudades más acogen este tipo de eventos son París (214), Viena (202), Madrid (200), Berlín (193), Barcelona (182) y Londres (166).
Algunos ejemplos podrían ser: de tipo lingüístico (Congreso Internacional de la Lengua Española), científico (Congreso Internacional de Botánica), tecnológico (Mobile World Congress) o religioso (Congreso Eucarístico Internacional).

## Especificidad

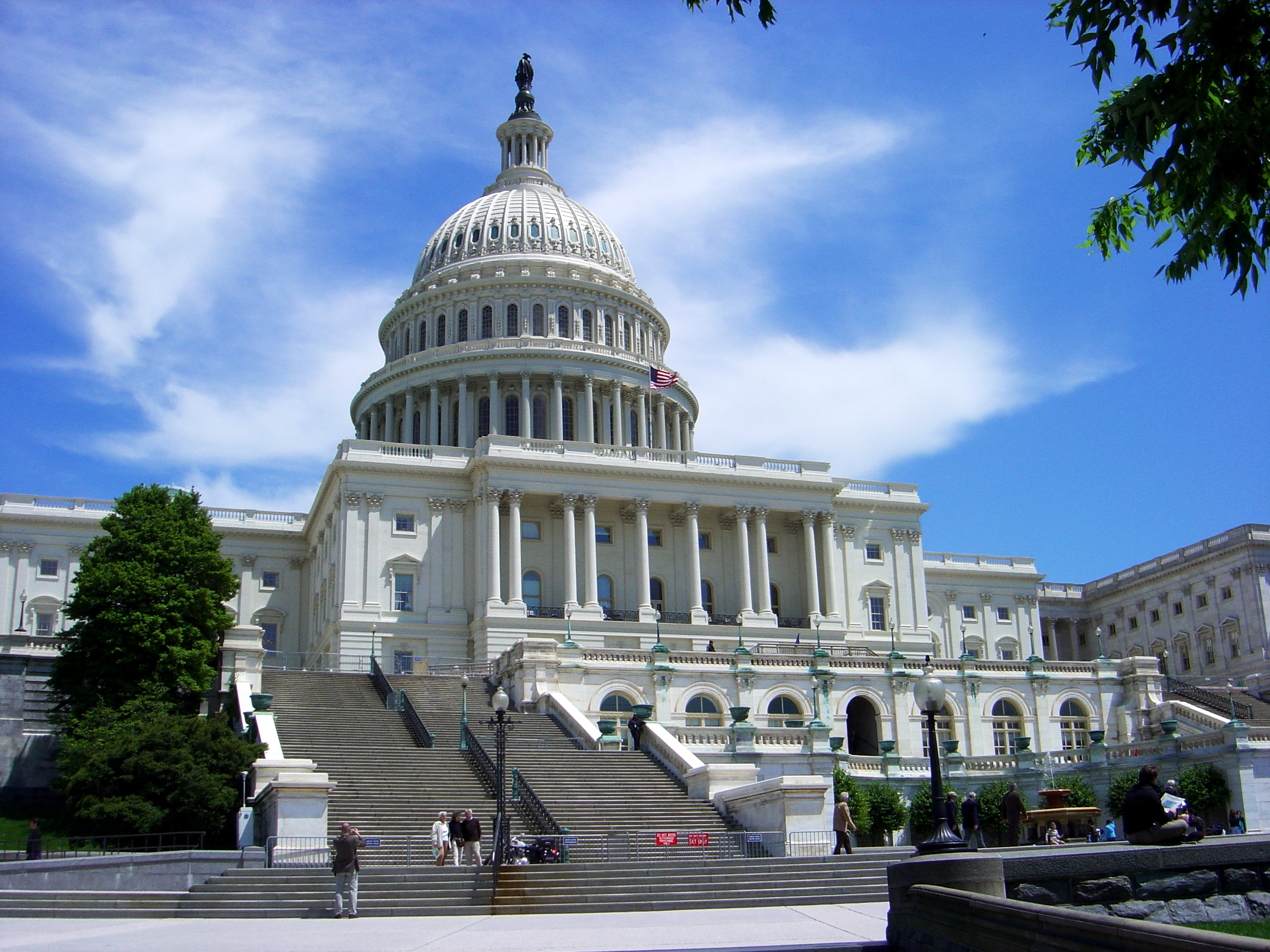
El Capitolio, sede del Congreso de los Estados Unidos, Washington D. C.

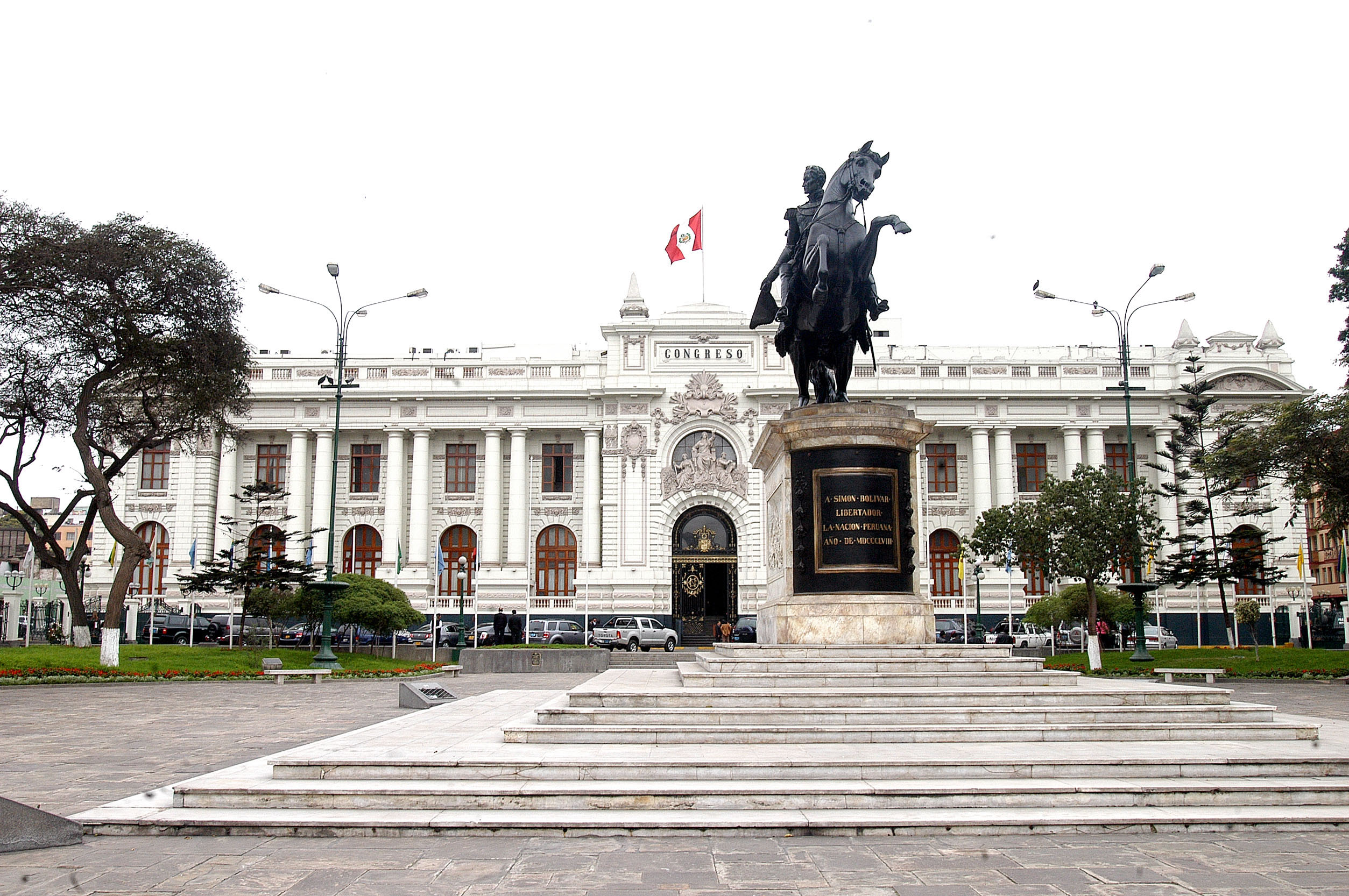
Palacio Legislativo en Lima, sede del Congreso de la República del Perú.

Un Congreso puede formar parte de un parlamento bicameral como Cámara Baja, o ser la única cámara en un sistena unicameral. En un sistema presidencial el poder ejecutivo y legislativo son divisiones claramente diferenciadas. El cargo de jefe de Estado y jefe de gobierno están normalmente coligados, y los miembros del gabinete son raramente elegidos por el congreso.
Asimismo, es el nombre del recinto o lugar donde se reúne el cuerpo o asamblea que ejerce el poder legislativo de un Estado, bajo el sistema antes mencionado.

### Congresos nacionales
- Congreso de la Unión es el órgano legislativo bicameral en México.
- Congreso de la Nación Argentina es el órgano legislativo bicameral en Argentina.
- Congreso de la República del Perú es el órgano legislativo unicameral en Perú.
- Congreso Nacional de Chile es el órgano legislativo bicameral en Chile.
- Congreso de la República de Guatemala es el órgano legislativo unicameral en Guatemala.
- Congreso de la República de Colombia es el órgano legislativo bicameral en Colombia.

### Cámaras bajas
- Congreso de los Diputados de España es la Cámara baja de las Cortes Generales de España.

## Otras asambleas
Congreso también se ha utilizado para describir ciertas reuniones históricas de pro-independencia de nacionalistas o revolucionarias:
- El Congreso de las Provincias Unidas de la Nueva Granada
- El Congreso de Angostura.
- El Congreso Continental de los Estados Unidos.
- El Congreso Nacional Iraquí.
- El Congreso General de 1824.
- El Congreso de Córdoba.

Algunos partidos políticos, como el Congreso Nacional Indio, también empezaron como una asamblea de este tipo.
Además, muchos partidos cada ciertos años tienen un Congreso o Convención de su agrupación política, para tomar decisiones sobre el partido y la directiva de estos. Como el Congreso demócrata o republicano de Estados Unidos.